# Bokjungfrun
Bokjungfrun är en symbol som togs fram till 500-årsjubileet 1983 av Sveriges första tryckta bok. Symbolen lever fortfarande kvar som logotyp för Bok- & Biblioteksmässan i Göteborg.
Sveriges första tryckta bok Dialogus creaturarum optime moralizatus, trycktes 1483 av Johann Snell som hade sitt tryckeri på Gråmunkeholmen i Stockholm. 
Till 500-årsjubileet 1983 togs en gemensam symbol fram genom en tävling inom Stockholms Typografiska Gille. "Bokjungfrun" är formgiven av Bo Berndal, som inspirerats av en illustration i "Dialogus", 38:e samtalet. Symbolen användes på bland annat trycksaker, tröjor, dekaler, kassar och knappar.